# Antrocephalus saltensis
Antrocephalus saltensis är en stekelart som först beskrevs av Girault 1927.  Antrocephalus saltensis ingår i släktet Antrocephalus och familjen bredlårsteklar. Inga underarter finns listade i Catalogue of Life.